# Heteronychia vervesi
Heteronychia vervesi är en tvåvingeart som beskrevs av Povolny 1996. Heteronychia vervesi ingår i släktet Heteronychia och familjen köttflugor.
Artens utbredningsområde är Grekland. Inga underarter finns listade i Catalogue of Life.